# Comuna Hrîhorivka, Zaporijjea
Hrîhorivka (în ucraineană Григорівка) este o comună în raionul Zaporijjea, regiunea Zaporijjea, Ucraina, formată din satele Hrîhorivka (reședința), Veseleanka și Zaporojeț.

## Demografie
Componența lingvistică a comunei Hrîhorivka
     Ucraineană (90,74%)
     Rusă (8,69%)
     Alte limbi (0,12%)
Conform recensământului din 2001, majoritatea populației comunei Hrîhorivka era vorbitoare de ucraineană (90,74%), existând în minoritate și vorbitori de rusă (8,69%).